# Andreas Tölzer
Andreas Tölzer (Bonn, 27 de enero de 1980) es un deportista alemán que compite en judo.
Participó en tres Juegos Olímpicos, entre los años 2004 y 2012, obteniendo una medalla de bronce en Londres 2012, en la categoría de +100 kg. Ganó tres medallas en el Campeonato Mundial de Judo entre los años 2010 y 2013, y cuatro medallas en el Campeonato Europeo de Judo entre los años 2003 y 2010.

## Palmarés internacional
| Juegos Olímpicos   | Juegos Olímpicos        | Juegos Olímpicos  | Juegos Olímpicos |
| Año                | Lugar                   | Medalla           | Categoría        |
| ------------------ | ----------------------- | ----------------- | ---------------- |
| 2012               | Londres (Reino Unido)   | Medalla de bronce | +100 kg          |
| Campeonato Mundial |                         |                   |                  |
| Año                | Lugar                   | Medalla           | Categoría        |
| 2010               | Tokio (Japón)           | Medalla de plata  | +100 kg          |
| 2011               | París (Francia)         | Medalla de plata  | +100 kg          |
| 2013               | Río de Janeiro (Brasil) | Medalla de bronce | +100 kg          |
| Campeonato Europeo |                         |                   |                  |
| Año                | Lugar                   | Medalla           | Categoría        |
| 2003               | Düsseldorf (Alemania)   | Medalla de bronce | Abierta          |
| 2006               | Tampere (Finlandia)     | Medalla de oro    | +100 kg          |
| 2007               | Belgrado (Serbia)       | Medalla de bronce | +100 kg          |
| 2010               | Viena (Austria)         | Medalla de bronce | +100 kg          |